# あなたがいることで
「あなたがいることで」は、日本のシンガーソングライター・Uruの楽曲。配信限定シングルとして2020年2月9日にソニー・ミュージックアソシエイテッドレコーズから発売された。

## 概要
前作『願い』以来約5か月ぶりのシングルで、配信限定というフォーマットは自身初となった。現時点で最大のヒット曲となっている。
表題曲の「あなたがいることで」は、TBS系日曜劇場『テセウスの船』として書き下ろされたバラードで、Uruにとってドラマ主題歌は「プロローグ」以来となる。楽曲についてUruは「オファーをもらって原作を読んだときに、物語の展開の面白さに引き込まれたのと同時に、この作品に似合う曲はどんな曲だろうということをすごく考えた。いろいろと言葉を探した中で、主人公を自分に置き換えて曲を書いた。」「自分にとって大切な人を幸せにしたい、守りたいという強い気持ちを代弁するような楽曲になってくれたら嬉しい」とコメントしている。
ミュージック・ビデオの監督は内山拓也。内山がオファーをもらった時は、まだドラマについての情報がなく、Uruとの直接の会話がなく、楽曲と歌詞が渡されたのみであった。このため、内山は楽曲を聴いて「男性目線の恋愛ソング」という第一印象を持ち、ミュージック・ビデオでは逆に女性目線での「母と娘のストーリー」として制作した。映像内には主人公が母親の育児日記を読むシーンがあるが、偶然にもUruも実際に体験していることから、Uruは「なんでわかったんだろうと思って涙が止まらなかった。」とコメントしている。
Uruの2ndアルバム『オリオンブルー』に収録され、初CD化となった。
日本レコード協会による有料音楽配信認定では2020年3月度にゴールド、同年12月度にプラチナ認定を受けた。

## 収録曲
| #  | タイトル               | 作詞・作曲 | 編曲     | 時間 |
| -- | ---------------------- | ---------- | -------- | ---- |
| 1. | 「あなたがいることで」 | Uru        | 小林武史 | 5:17 |

## タイアップ
| 楽曲               | タイアップ                          |
| ------------------ | ----------------------------------- |
| あなたがいることで | TBS系日曜劇場『テセウスの船』主題歌 |

## チャートと認定

### 週間チャート
| チャート                                | 最高順位 | 出典   |
| --------------------------------------- | -------- | ------ |
| Billboard Japan Hot 100                 | 6        | [ 1 ]  |
| Billboard Japan Streaming Songs         | 6        | [ 13 ] |
| Billboard Japan Download Songs          | 1        | [ 2 ]  |
| Billboard Japan Hot Buzz Song           | 6        | [ 14 ] |
| オリコン 週間デジタルシングルランキング | 1        | [ 3 ]  |

### RIAJ認定
| 国/地域     | 認定                                                | 認定/売上数 |
| ----------- | --------------------------------------------------- | ----------- |
| 日本 (RIAJ) | プラチナ - （ダウンロード）                         | 250,000*    |
| 日本 (RIAJ) | * 認定のみに基づく売上数 ^ 認定のみに基づく出荷枚数 |             |